# Les Cunningham Award
Il Les Cunningham Award è un premio annuale della American Hockey League che viene assegnato al Most Valuable Player della stagione regolare, votato dai media della AHL e dai giocatori.
Il premio fu presentato per la prima volta nel corso della stagione 1947-48 in onore di Les Cunningham, per cinque volte AHL All-Star e vincitore di tre Calder Cup, capace di mantenere nei suoi 10 anni di carriera nei Cleveland Barons una media di oltre un punto a partita. Al momento del suo ritiro era il leader della AHL per punti ottenuti.

## Vincitori
| A | Attaccante | AS | Ala sinistra | C | Centro | D | Difensore | AD | Ala destra | P | Portiere |

     Giocatore ancora attivo nella AHL
| Stagione  | Giocatore           | Squadra                | Ruolo |
| --------- | ------------------- | ---------------------- | ----- |
| 1947-48   | Carl Liscombe       | Providence Reds        | AS    |
| 1948-49   | Carl Liscombe       | Providence Reds        | AS    |
| 1949-50   | Les Douglas         | Cleveland Barons       | C     |
| 1950-51   | Ab DeMarco          | Buffalo Bisons         | C     |
| 1951-52   | Ray Powell          | Providence Reds        | C     |
| 1952-53   | Eddie Olson         | Cleveland Barons       | AS    |
| 1953-54   | George Sullivan     | Hershey Bears          | C     |
| 1954-55   | Ross Lowe           | Springfield Indians    | D     |
| 1955-56   | Johnny Bower        | Providence Reds        | P     |
| 1956-57   | Johnny Bower        | Providence Reds        | P     |
| 1957-58   | Johnny Bower        | Cleveland Barons       | P     |
| 1958-59   | Rudy Migay          | Rochester Americans    | C     |
| 1958-59   | Bill Hicke          | Rochester Americans    | AD    |
| 1959-60   | Fred Glover         | Cleveland Barons       | C     |
| 1960-61   | Phil Maloney        | Buffalo Bisons         | C     |
| 1961-62   | Fred Glover         | Cleveland Barons       | C     |
| 1962-63   | Denis DeJordy       | Buffalo Bisons         | P     |
| 1963-64   | Fred Glover         | Cleveland Barons       | C     |
| 1964-65   | Art Stratton        | Buffalo Bisons         | C     |
| 1965-66   | Dick Gamble         | Rochester Americans    | AS    |
| 1966-67   | Mike Nykoluk        | Hershey Bears          | C     |
| 1967-68   | Dave Creighton      | Providence Reds        | C     |
| 1968-69   | Gilles Villemure    | Buffalo Bisons         | P     |
| 1969-70   | Gilles Villemure    | Buffalo Bisons         | P     |
| 1970-71   | Fred Speck          | Baltimore Clippers     | C     |
| 1971-72   | Garry Peters        | Boston Braves          | C     |
| 1972-73   | Bill Inglis         | Cincinnati Swords      | C     |
| 1973-74   | Art Stratton        | Rochester Americans    | C     |
| 1974-75   | Doug Gibson         | Rochester Americans    | C     |
| 1975-76   | Ron Andruff         | Nova Scotia Voyageurs  | C     |
| 1976-77   | Doug Gibson         | Rochester Americans    | C     |
| 1977-78   | Blake Dunlop        | Maine Mariners         | A     |
| 1978-79   | Rocky Saganiuk      | New Brunswick Hawks    | AD    |
| 1979-80   | Norm Dubé           | Nova Scotia Voyageurs  | AS    |
| 1980-81   | Pelle Lindbergh     | Maine Mariners         | P     |
| 1981-82   | Mike Kaszycki       | New Brunswick Hawks    | A     |
| 1982-83   | Ross Yates          | Binghamton Whalers     | AD    |
| 1983-84   | Garry Lariviere     | St. Catharines Saints  | D     |
| 1983-84   | Mal Davis           | Rochester Americans    | AD    |
| 1984-85   | Paul Gardner        | Binghamton Whalers     | C     |
| 1985-86   | Paul Gardner        | Rochester Americans    | C     |
| 1986-87   | Tim Tookey          | Hershey Bears          | C     |
| 1987-88   | Jody Gage           | Rochester Americans    | AD    |
| 1988-89   | Stéphan Lebeau      | Sherbrooke Canadiens   | C     |
| 1989-90   | Paul Ysebaert       | Utica Devils           | AS    |
| 1990-91   | Kevin Todd          | Utica Devils           | C     |
| 1991-92   | John Anderson       | New Haven Nighthawks   | AS    |
| 1992-93   | Don Biggs           | Binghamton Rangers     | C     |
| 1993-94   | Rich Chernomaz      | St. John's Maple Leafs | AD    |
| 1994-95   | Steve Larouche      | PEI Senators           | C     |
| 1995-96   | Brad Smyth          | Carolina Monarchs      | AD    |
| 1996-97   | Jean-François Labbé | Hershey Bears          | P     |
| 1997-98   | Steve Guolla        | KY Thoroughblades      | C     |
| 1998-99   | Randy Robitaille    | Providence Bruins      | C     |
| 1999-2000 | Martin Brochu       | Portland Pirates       | P     |
| 2000-01   | Derek Armstrong     | Hartford Wolf Pack     | AS    |
| 2001-02   | Eric Boguniecki     | Worcester IceCats      | C     |
| 2002-03   | Jason Ward          | Hamilton Bulldogs      | AD    |
| 2003-04   | Jason LaBarbera     | Hartford Wolf Pack     | P     |
| 2004-05   | Jason Spezza        | Binghamton Sen.s       | C     |
| 2005-06   | Donald MacLean      | G. Rapids Griffins     | C     |
| 2006-07   | Darren Haydar       | Chicago Wolves         | AD    |
| 2007-08   | Jason Krog          | Chicago Wolves         | C     |
| 2008-09   | Alexandre Giroux    | Hershey Bears          | AS    |
| 2009-10   | Keith Aucoin        | Hershey Bears          | C     |
| 2010-11   | Corey Locke         | Binghamton Sen.s       | C     |
| 2011-12   | Cory Conacher       | Norfolk Admirals       | AS    |
| 2012-13   | Tyler Johnson       | Syracuse Crunch        | C     |
| 2013-14   | Travis Morin        | Texas Stars            | C     |
| 2014-15   | Brian O'Neill       | Manchester Monarchs    | AD    |
| 2015-16   | Chris Bourque       | Hershey Bears          | AS    |
| 2016–17   | Kenny Agostino      | Chicago Wolves         | AS    |
| 2017–18   | Phil Varone         | Lehigh Valley Phantoms | C     |
| 2018–19   | Daniel Carr         | Chicago Wolves         | AS    |
| 2019–20   | Gerald Mayhew       | Iowa Wild              | C     |
| 2020–21   | T. J. Tynan         | Colorado Eagles        | C     |
| 2021–22   | T. J. Tynan (2)     | Ontario Reign          | C     |